# Haruna Niyonzima
Haruna Fadhili Niyonzima (Gisenyi, 5 de fevereiro de 1990) é um futebolista ruandês que atua como meio-campista. Atualmente defende o Al Ta'awon.

## Carreira
Nascido em Gisenyi, Niyonzima iniciou a carreira em 2005 no Etincelles, equipe de sua cidade natal. No futebol ruandês, defendeu ainda Rayon Sports, APR e AS Kigali, tendo sido campeão nacional 3 vezes com o APR e vencido uma Copa de Ruanda (obtida também em 3 oportunidades com a camisa dos Leões) com o AS Kigali, em 2019.
Também atuou no futebol da Tanzânia, atuando por Young Africans e Simba FC, assinando em 2022 com o Al Ta'awon, equipe da primeira divisão do Campeonato Líbio.

## Seleção Ruandesa
Pela Seleção Ruandesa, Niyonzima estreou em novembro de 2006 contra a Somália, em partida válida pela Copa CECAFA, e marcou seu primeiro gol em junho do ano seguinte, na vitória por 2 a 0 sobre a Guiné Equatorial, pelas eliminatórias da Copa das Nações Africanas de 2008.
Com 112 jogos disputados (o último em setembro de 2022, contra a Etiópia), é o recordista de partidas oficiais com a camisa de Ruanda, sendo o 328º colocado entre os atletas com mais de 100 jogos por seleções, empatado com outros 24 jogadores, entre eles Dino Zoff, Ronald de Boer, Nani, Jon Dahl Tomasson, Hakan Şükür, Hawar Mulla Mohammed, Roque Santa Cruz, Diego Forlán, Alain Geiger, Yasser Al-Qahtani e James Rodríguez.

## Títulos
APR
- Campeonato Ruandês: 2009, 2010, 2011
- Copa de Ruanda: 2008, 2010, 2011
- Copa Interclubes da CECAFA: 2007, 2010

AS Kigali
- Copa de Ruanda: 2019

Young Africans
- Campeonato Tanzaniano: 2011, 2012–13, 2014–15, 2015–16, 2016–17
- Copa da Tanzânia: 2015–16
- Copa Interclubes da CECAFA: 2011, 2012
- Supercopa da Tanzânia: 2013, 2014, 2015, 2017, 2021

Simba FC
- Campeonato Tanzaniano: 2017–18, 2018–19
- Supercopa da Tanzânia: 2019